# A Árvore da Vida (1957)
A Árvore da Vida (Raintree County) é um filme estadunidense, de 1957, dos gêneros drama, romance e guerra, dirigido por Edward Dmytryk, roteirizado por Millard Kaufman, baseado no livro de Ross Lockridge Jr., música de Johnny Green.

## Sinopse
Durante a Guerra de Secessão, jovem poeta e professor nortista apaixona-se por uma bela e instável sulista.[carece de fontes?]

## Elenco
- Montgomery Clift ....... 	John Wickliff Shawnessy
- Elizabeth Taylor ....... Susanna Drake
- Eva Marie Saint ....... Nell Gaither
- Nigel Patrick ....... Professor Jerusalem Webster Stiles
- Lee Marvin ....... Orville 'Flash' Perkins
- Rod Taylor ....... Garwood B. Jones
- Agnes Moorehead ....... Ellen Shawnessy
- Walter Abel ....... T.D. Shawnessy
- Jarma Lewis ....... Barbara Drake
- Tom Drake ....... Bobby Drake
- Rhys Williams ....... Ezra Gray
- Russell Collins ....... Niles Foster
- DeForest Kelley ....... Oficial sulista